# Adhemarius donysa
Adhemarius donysa är en fjärilsart som beskrevs av Druce 1889. Adhemarius donysa ingår i släktet Adhemarius och familjen svärmare. Inga underarter finns listade i Catalogue of Life.

## Beskrivning

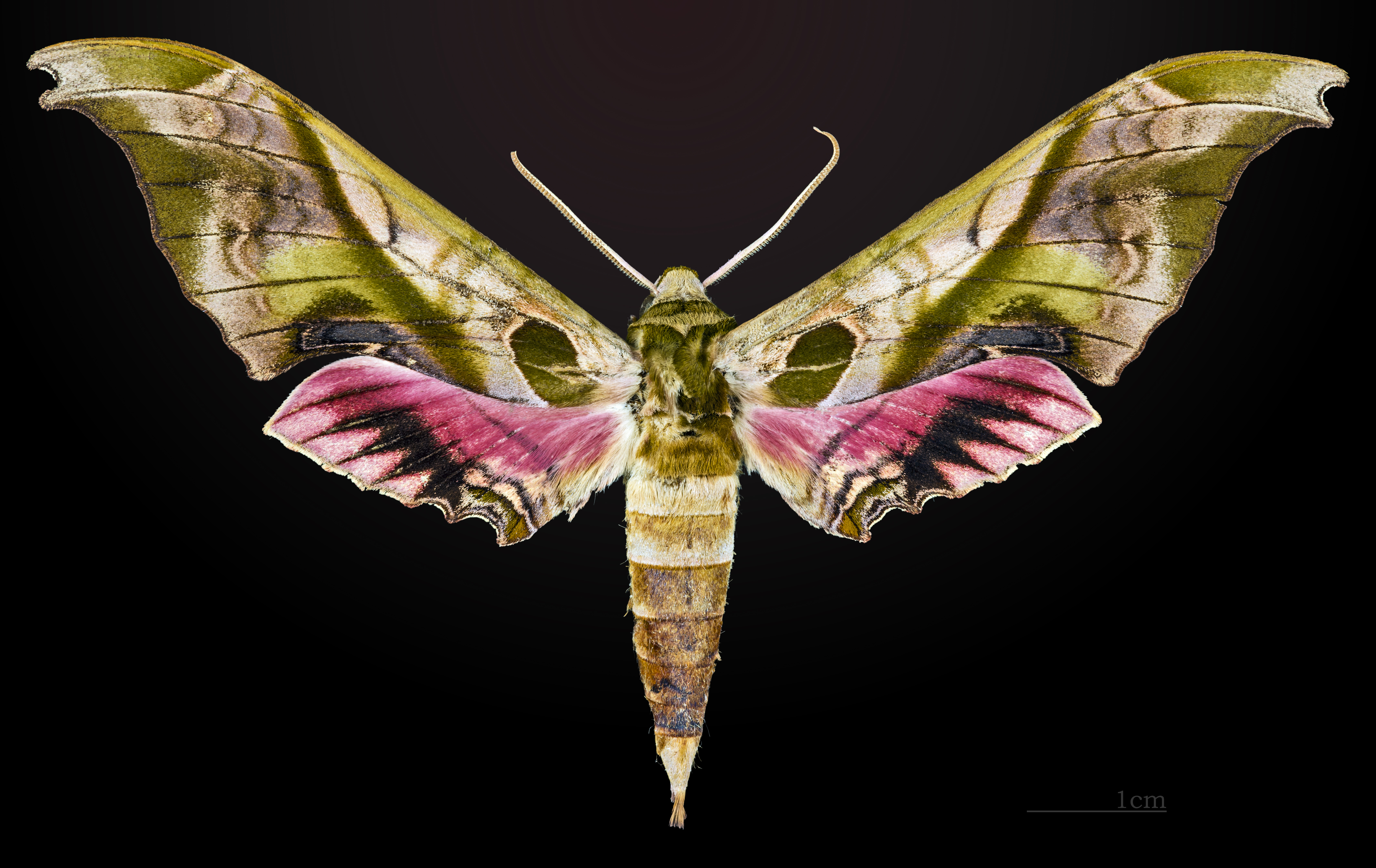
Adhemarius donysa ♂
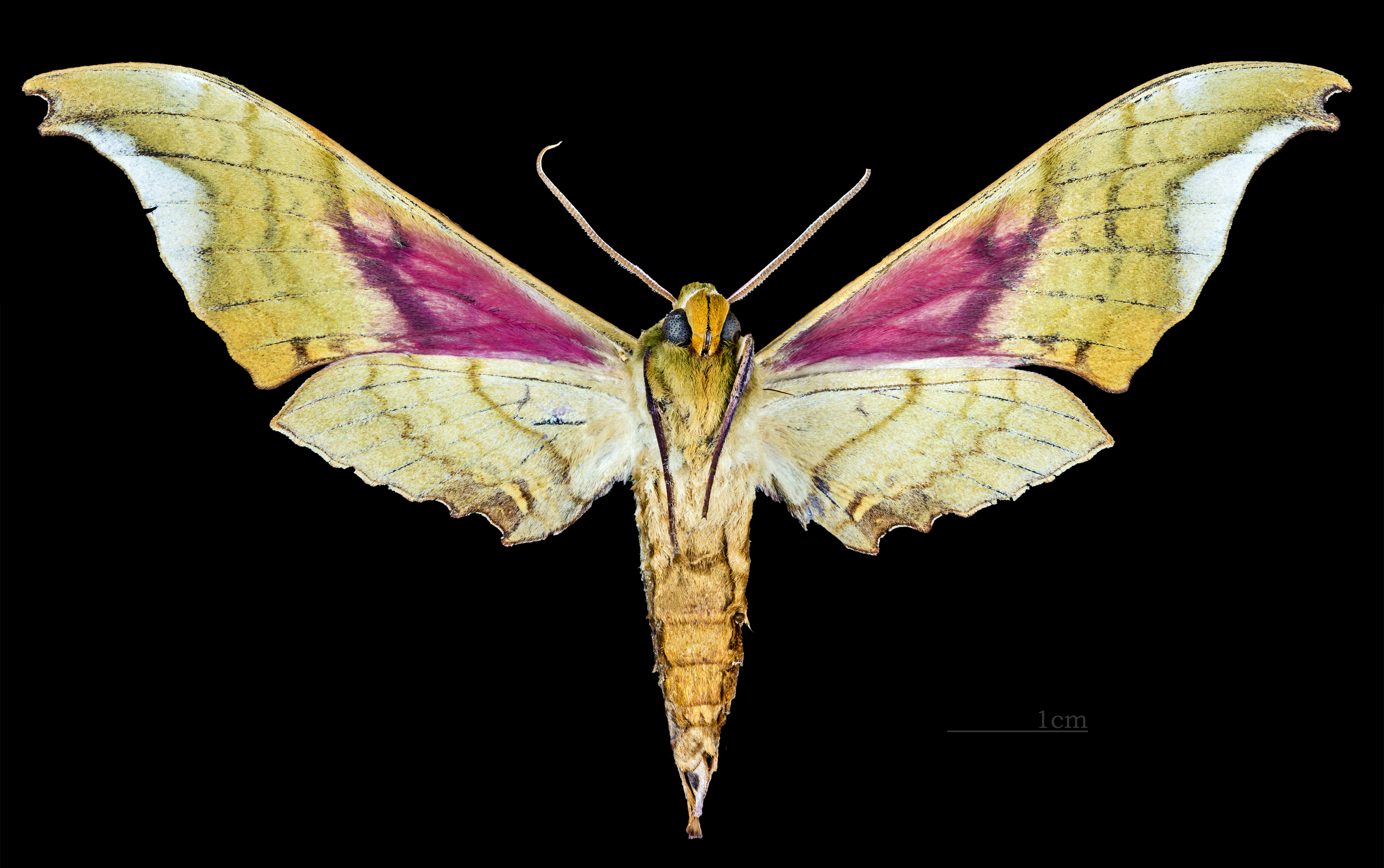
△ Adhemarius donysa  ♂
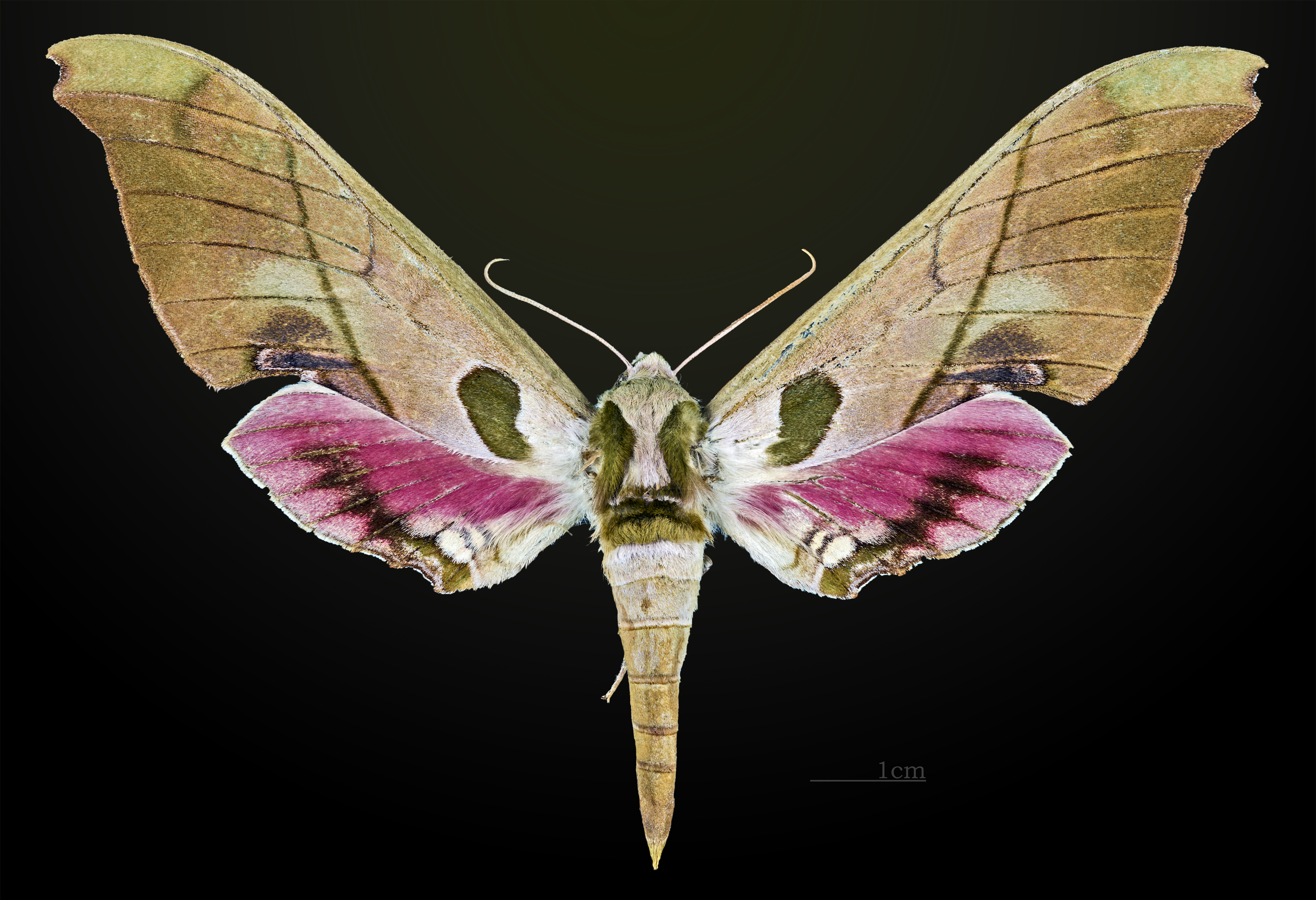
Adhemarius donysa   ♀
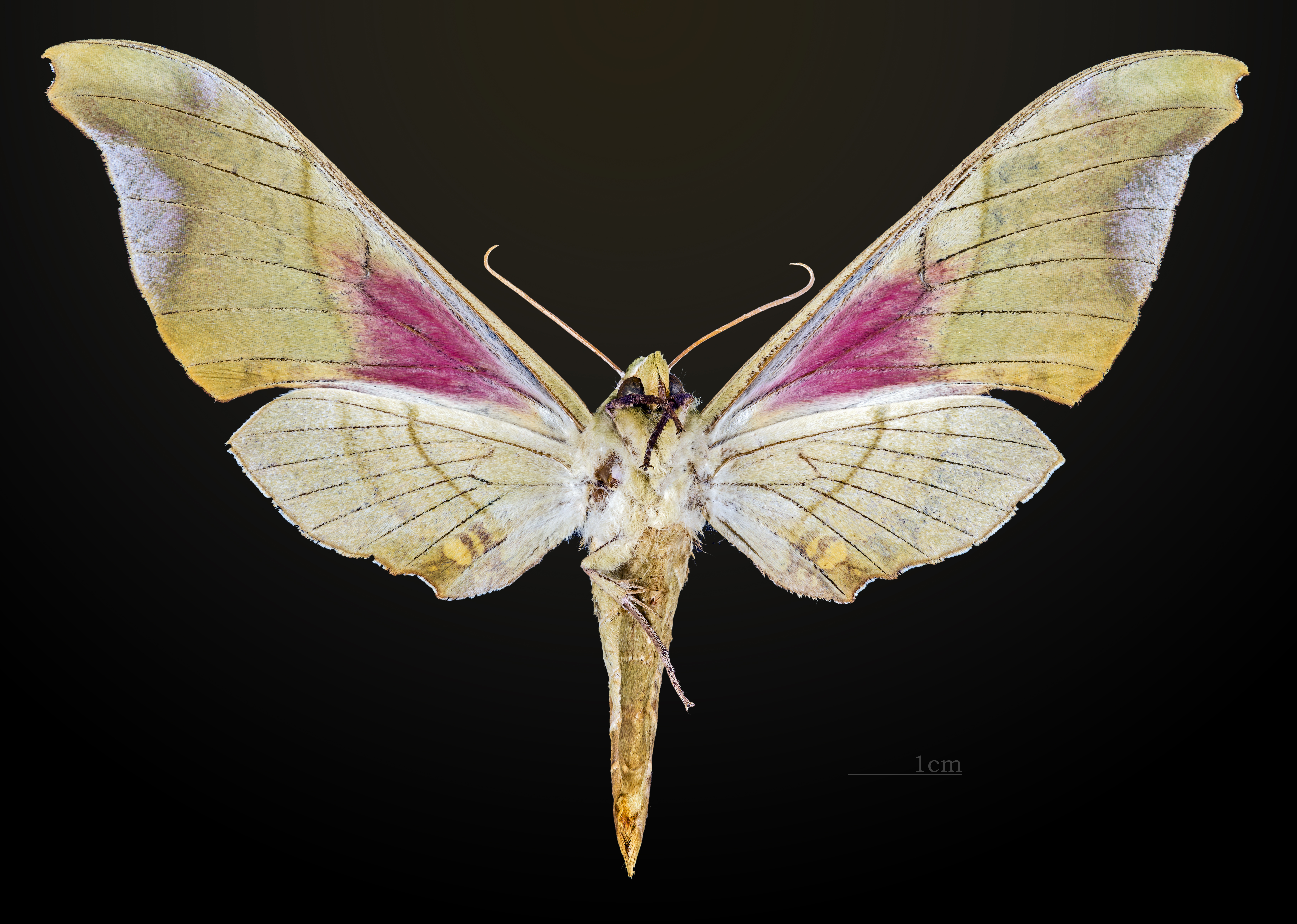
△ Adhemarius donysa  ♀